# Otto Rádl
Otto Rádl (14. dubna 1902 Žižkov – 28. dubna 1965 New York) byl český advokát a filmový kritik, spisovatel a novinář, autor scénářů, divadelních her a písňových textů, překladatel z francouzštiny a němčiny.

## Život
Narodil se na Žižkově v rodině revidenta c. k. státních drah Bedřicha Radla (1869–??) a jeho manželky Anny, rozené Endrsové (1874–??), měl mladšího bratra Bedřicha.
V letech 1922–5 studoval na dramatickém oddělení pražské konzervatoře.  Ve dvacátých letech 20. století vystudoval právnickou fakultu Univerzity Karlovy.
Koncem třicátých let 20. století (od roku 1937) byl nejprve dopisovatelem Lidových novin v Londýně, později emigroval do USA.
Jeho manželka byla o tři roky mladší Lucie Rádlová, původem Ruska.

## Dílo

### Divadlo
Se svými spolužáky z konzervatoře vystupoval v holešovické Legii malých.
V letech 1932–1933 pracoval v kabaretu Červené eso, kde konferoval.  Byl krátce členem Osvobozeného divadla (odešel však s J. Kopeckým, bratry Trojanovými a svým bratrem Bedřichem ) a později spolupracoval s Divadlem Vlasty Buriana. 
Výběr divadelních rolí:
- 1923 Jiří Frejka: Kithairon, Legie malých v Měšťanské besedě, režie Jiří Frejka (Otto Rádl navrhl a osobně zhotovil výpravu) [11]
- 1925 František Langer: Periferie, role: Mladý muž, Osvobozené divadlo, režie Bedřich Rádl (Otto Rádl provedl také výpravu) – Jednalo se o první vystoupení části souboru pod jménem Osvobozené divadlo dne 17. října 1925 v Teplicích-Šanově;[12] druhá část souboru Osvobozeného divadla vystoupila tentýž den v Bratislavě [13]

### Film
- Herec: 1932 Zlaté ptáče (role host). 1931 Kariéra Pavla Čamrdy (role slepý zpěvák)
- Režie: 1936 Žijeme 1937
- Autor námětu: 1932 Růžové kombiné
- Scenárista: 1933 V tom domečku pod Emauzy, 1932 Zlaté ptáče
- Zpěvák: 1931 Kariéra Pavla Čamrdy
- Texty písní k filmům: 1929 Erotikon (slova k tangu Ita Rina, hudba Erno Košťál, režie Gustav Machatý[14]), 1932 Růžové kombiné, Zlaté ptáče, (píseň Kdybych se nenarodil, hudba a zpěv: Emil František Burian, nahrávka Supraphon)

### Novinář
- V letech 1925–26 redigoval divadelní revue Komedia a v letech 1930–31 filmovou revue Studio.
- V letech 1930–34 byl filmovým referentem deníku České slovo,
- Od roku 1934 byl spoluredaktorem Peroutkovy Přítomnosti.[15]
- Byl dramaturgem a tiskovým šéfem společnosti Paramount Pictures. [16]

### Překlady a vlastní publikace
- Salambo (autor Gustave Flaubert, přeložil Otto Rádl; V Praze, Otakar Štorch-Marien, 1930) Zobrazení exemplářů s možností jejich objednání
- Dvacáté století, co dalo lidstvu, výsledky práce lidstva XX. věku [sborník pokroku současného lidstva, Díl VIII – Nové směry a proudy; člen redakčního kruhu; Praha, Vl. Orel, 1934)
- Vůdcové Evropy (autor Emil Ludwig, přeložil Otto Rádl; Praha, Josef R. Vilímek, 1934, 1935)
- První československý sborník pro film a divadlo 1935 = Erstes tschechoslowakisches Lexikon für Film und Bühne (Redaktor Otto Rádl; Praha, G. Vredenburg, 1935)
- The development of modern graphic arts in Czechoslovakia(autor Otto Radl; New York, Czechoslovak Government Information Service, 1944)
- Plukovník Bramble mlčí (autor André Maurois, přeložil Otto Rádl; Praha, Julius Albert, 1947)